# M2迫擊炮
M2迫擊炮為美國於1940年代製造的滑膛前裝式迫擊炮。

## 簡介
美國於1920年代開始進行迫擊炮規格審查，主要目的為進行新型步兵輕型支援武器測試，在經過各種迫炮的測試以後決定購買法國兵器工程師Edgar Brandt設計的輕型迫擊炮生產特許。1930年代後期接受美國軍方設計，1940年1月第一批1500門迫擊炮交付美軍服役，由於這是美國陸軍第二種採用的迫擊炮，因此正式代號為M2迫擊炮。到1945年二戰結束時，M2迫擊砲總產量達60,000門左右。
二戰美軍標準編制一個步兵團下轄27門60迫炮，使用單位除了團直屬迫炮連之外，各步兵排也有直屬迫炮班配發3門60迫炮提供火力支援。
二戰中，M2迫擊炮的地位為步兵排級支援武器，介於81迫擊炮與手榴彈間的火力空白地帶。二戰後到韓戰期間M19迫擊砲開始換裝，不過M19的彈著精度美軍認為不如M2，因此M2迫擊炮一直留用到越戰時期，到1978年M224迫擊砲取代M2迫擊炮在軍隊內的編裝。

## 使用國
- 阿尔巴尼亚
- 奥地利
- [3]
- 丹麦: 稱為 m/51[4]
- 埃塞俄比亚帝国:由卡格紐營（英语：Kagnew Battalion）使用[5]
- 法國
- 希腊
- 海地
- 印度尼西亞
- 墨西哥[6]
- 摩洛哥[6]
- 葡萄牙
- 中華民國
- 土耳其
- 泰國
- 美国
- 越南:俘獲或繳獲
- 越南共和国[7]

## 使用彈種
M2迫擊炮主要使用下列幾種彈藥：

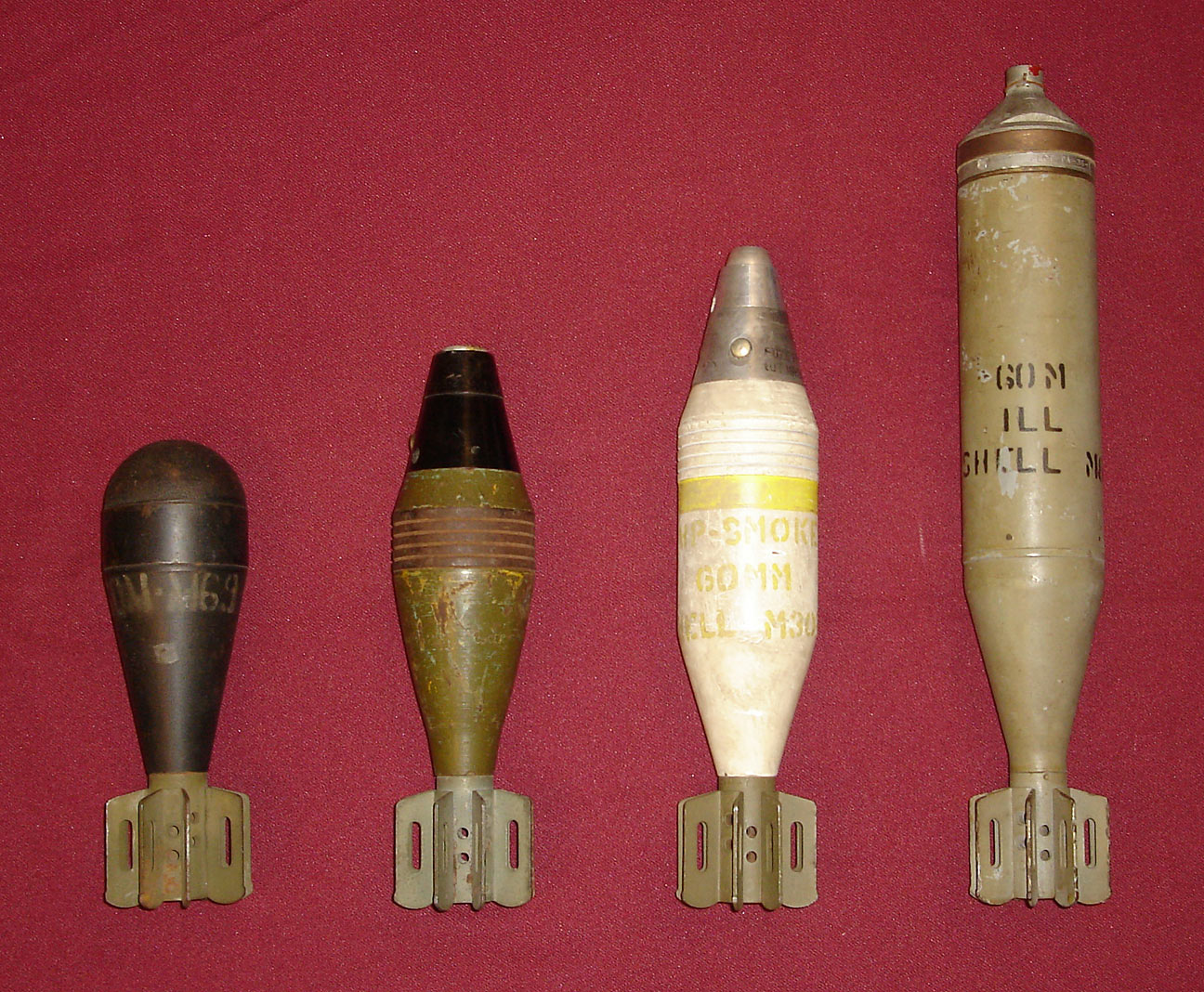
M2迫擊炮使用的各型60公厘炮彈。由左至右分別是M69練習彈/M49A2高爆彈/M302白磷彈/M83照明彈

1. M69練習彈：鑄鐵彈體、可拆卸彈翼；設計以低廉零件為主，可更換受損部位重複使用
2. M49A2高爆彈:對付步兵以及輕型目標用，搭配M52B1引信，最小射程200碼（炮身75度角狀態），最大射程2,017碼（炮身45度角，4號裝藥）
3. M49A3高爆彈:重3.05磅（1.38公斤），搭配M525瞬發信管
4. M302白磷彈 (WP):可作為信號彈、煙霧彈，人員殺傷用
5. M83照明彈:夜間照明用

## 流行文化

### 電子遊戲
- 2021年—《應徵入伍》：作為盟軍科技樹上解鎖武器。